# دانشکده دندانپزشکی لرستان
دانشکده دندانپزشکی دانشگاه علوم پزشکی لرستان یکی از دانشکده‌های دندانپزشکی ایران وابسته به دانشگاه علوم پزشکی لرستان در خرم‌آباد است.

## تاریخچه
دانشکده دندانپزشکی لرستان در سال ۱۳۹۱ بنیانگذاری شد. هم‌اکنون ریاست این دانشکده را کامران آزادبخت برعهده دارد.